# Oscylometria impulsowa
Oscylometria impulsowa (ang. impulse oscillometry, IOS) – nieinwazyjna metoda oceny czynności układu oddechowego. Wymaga jedynie biernej współpracy ze strony pacjenta, stąd badanie można wykonywać zarówno u osób dorosłych, jak również u dzieci. Pomiary układu oddechowego wykonywane są techniką oscylacji wymuszonych, która pozwala ocenić, czy w drogach oddechowych stwierdza się ograniczenia przepływu powietrza.
Największą zaletą metody IOS jest brak konieczności wykonywania forsownych, zsynchronizowanych manewrów oddechowych (jak ma to miejsce w przypadku spirometrii).
Oscylometria impulsowa została wprowadzona we wczesnych latach 90. XX wieku jako alternatywna metoda badań czynnościowych układu oddechowego wykorzystywana zwłaszcza u dzieci.

## Historia
W 1956 r. Dubois i wsp. opisali technikę oscylacji wymuszonych (FOT- ang. Forced Oscillation Technique) jako narzędzie do pomiaru czynności płuc za pomocą sinusoidalnych fal dźwiękowych pojedynczych częstotliwości generowanych przez głośnik i przekazywanych do płuc podczas swobodnego oddychania. Dane wyjściowe były miarą impedancji oddechowej (Z rs), która obejmowała opór oddechowy (R rs) i reaktancję oddechową (X rs) mierzoną w zakresie częstotliwości (zwykle od 3 do 35 Hz). Wymienione parametry dostarczyły cennych informacji na temat właściwości mechanicznych dróg oddechowych i miąższu płuc. Główną zaletą tego urządzenia była łatwa do wykonania procedura i dostarczenie informacji o płucach innych niż podane przez spirometr.
W 1975 r. Michaelson i in. opracowali komputerowy sygnał wyjściowy głośnika, aby zastosować impulsy o kwadratowych falowych ciśnieniach oscylacyjnych dla wielu częstotliwości dźwięku i przeanalizować zależność przepływu ciśnienia za pomocą analizy spektralnej. Ta improwizowana technika FOT, która mogła używać wielu częstotliwości dźwięku w tym samym czasie, nazywana była systemem oscylometrii impulsowej (IOS). 
System oscylometrii impulsowej zapewnia obszerny opis zależności ciśnienia i przepływu oscylacji w zakresie częstotliwości od 4 do 32 Hz i daje lepsze analizy matematyczne analizy rezystancji i reaktancji z wykorzystaniem techniki szybkiej transformacji Fouriera (FFT). Nowa technika była następnie doskonalona przez lata przez Jaegera i stała się dostępna na rynku w 1998 r. Zarówno FOT, jak i IOS są szeroko stosowane w klinikach pediatrycznych na całym świecie, a także w kilku laboratoriach zajmujących się fizjologią płuc, jako cenne narzędzie do badań klinicznych.

## Opis badania
Badanie oscylometryczne polega na kilkudziesięciosekundowym (min. 20 sek), spokojnym oddychaniu przez ustnik. Wówczas pacjent siedzi wygodnie na krześle, na nosie ma założony klips. Rodzic bądź sam pacjent podtrzymuje policzki, aby wiotkie ściany jamy ustnej nie miały wpływu na wynik badania. Do układu oddechowego podawane są impulsy ciśnienia wymuszającego, a oprogramowanie analizuje zmiany wartości ciśnień i przepływów powietrza. Pozwala to określić wartości oporów w obrębie dróg oddechowych. 

## Zalety badania
Główną zaletą oscylometrii impulsowej jest łatwość jej wykonania. Manewry oddechowe wymagają mniej wysiłku i współpracy niż spirometria, co jest istotne w przypadku oceny czynnościowej układu oddechowego u dzieci i u osób starszych. Badanie można przeprowadzić także u pacjentów wentylowanych mechanicznie, jak i podczas snu. 
Badanie IOS można wykonać już u dwulatków, a górna granica wieku dla tej metody praktycznie nie istnieje.
Oscylometria impulsowa stanowi przydatne narzędzie w diagnostyce, monitorowaniu oraz przewidywaniu zaostrzeń wielu chorób układu oddechowego, takich jak astma (w tym astma wczesnodziecięca), dysplazja oskrzelowo-płucna, choroby śródmiąższowe czy przewlekła obturacyjna choroba płuc (POCHP).
Metoda ma potwierdzoną zgodność oceny oporu dróg oddechowych dokonanej metodą oscylometrii impulsowej z wynikami pletyzmografii i spirometrii. 
W odniesieniu do spirometrii, oscylometria ma znacznie większą czułość w ocenie obwodowych, drobnych dróg oddechowych. Wykazano, że analiza oporów oddechowych (R) i reaktancji (X) pomaga rozróżnić astmę i POChP, a także dostarcza więcej przydatnych informacji niż spirometria na temat patofizjologii astmy i POChP. 

## Różnice między spirometrią a oscylometrią impulsową[8]
| Parametr                                                                                         | Spirometr                                                                                   | FOT/IOS |
| Główna zasada działania                                                                          | Czujnik przepływu/ natężenia objętości pozwala mierzyć natężenia przepływu i objętości płuc | Wymuszone oscylacje fal dźwiękowych o pojedynczej częstotliwości (FOT) lub impulsów fal dźwiękowych o wielu częstotliwościach (IOS) są wprowadzane do płuc jako fale ciśnienia w celu pomiaru oporu oddechowego i reaktancji |
| Istotne parametry                                                                                | Objętości: FEV1, FVC Przepływy: PEFR, FEF25-75%                                             | Zrs, Rrs, Xrs, Fres, Ax, |
| Wymagana współpraca pacjenta                                                                     | +++                                                                                         | + |
| Rodzaj manewru oddechowego                                                                       | Wymuszony wydech                                                                            | Oddychanie swobodne |
| Zmienność                                                                                        | 3-5%                                                                                        | 5-15% |
| Wrażliwość na lokalizację dróg oddechowych: -centralne drogi oddechowe -obwodowe drogi oddechowe | + ++                                                                                        | +++ |
| Punkt odcięcia w odpowiedzi na lek rozszerzający oskrzela                                        | 12-15% dla FEV1                                                                             | 40% dla R5 lub X5 |
| Punkt odcięcia w odpowiedzi na skurcz oskrzeli                                                   | 20% dla FEV1                                                                                | 50% dla R5 |
| Wgląd w mechanikę płuc                                                                           | +                                                                                           | +++ |
| Standaryzowana metodologia                                                                       | +++                                                                                         | ++ |
| Dostępność solidnych wartości referencyjnych                                                     | +++                                                                                         | + |

FEV1: wymuszona objętość oddechowa pierwszosekundowa; FVC: wymuszona pojemność życiowa; PEFR: szczytowe natężęnie przepływu wydechowego, FEF25-75%: wymuszony przepływ wydechowy przy 25-75%FVC; Zrs: impedancja oddechowa; R rs: opór dróg oddechowych; X rs: reaktancja oddechowa; F res: częstotliwość rezonansowa; A x: obszar reaktancji; R5: opory dróg oddechowych przy częstotliwości 5 Hz; X5: reaktancja oddechowa przy częstotliwości 5 Hz.